# Pan-Pacifische kampioenschappen zwemmen 2002

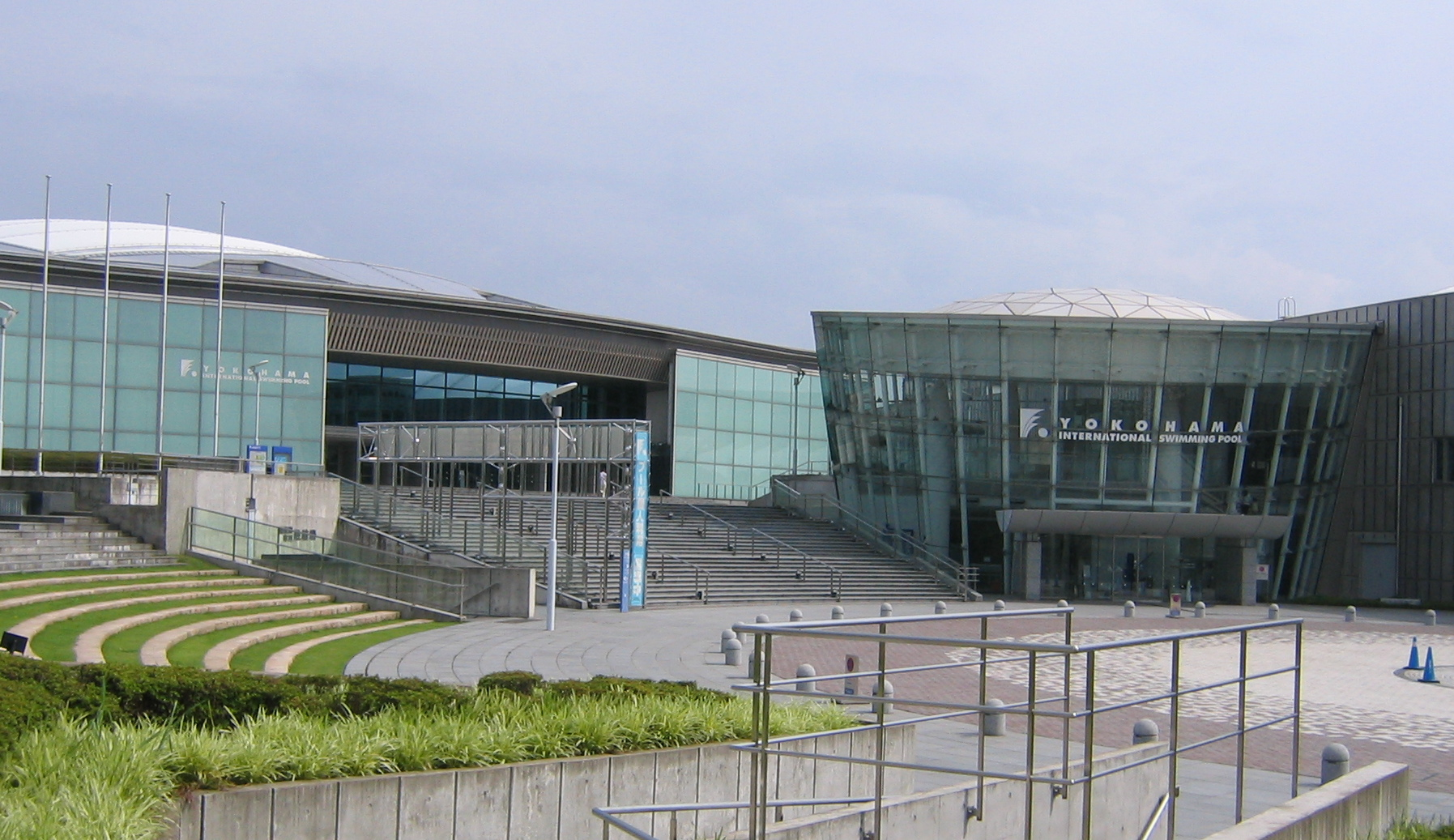
Zwemcomplex van Yokohama

Pan-Pacifische kampioenschappen zwemmen 2002 werden gehouden van 24 tot en met 29 augustus 2002 in Yokohama, Japan.

## Podia

### Mannen
| Onderdeel            | Goud                                                                     | Goud       | Zilver                                                               | Zilver   | Brons                                                     | Brons    |
| -------------------- | ------------------------------------------------------------------------ | ---------- | -------------------------------------------------------------------- | -------- | --------------------------------------------------------- | -------- |
| Vrije slag           |                                                                          |            |                                                                      |          |                                                           |          |
| 50 m                 | Jason Lezak Verenigde Staten                                             | 22,22      | Anthony Ervin Verenigde Staten                                       | 22,28    | Brett Hawke Australië                                     | 22,40    |
| 100 m                | Ian Thorpe Australië                                                     | 48,84      | Ashley Callus Australië                                              | 49,26    | Nate Dusing Verenigde Staten                              | 49,47    |
| 200 m                | Ian Thorpe Australië                                                     | 1.44,75    | Grant Hackett Australië                                              | 1.45,84  | Nate Dusing Verenigde Staten                              | 1.48,11  |
| 400 m                | Ian Thorpe Australië                                                     | 3.45,28    | Grant Hackett Australië                                              | 3.45,99  | Klete Keller Verenigde Staten                             | 3.48,40  |
| 800 m                | Grant Hackett Australië                                                  | 7.44,78    | Larsen Jensen Verenigde Staten                                       | 7.52,05  | Chris Thompson Verenigde Staten                           | 7.56,69  |
| 1500 m               | Grant Hackett Australië                                                  | 14.41,65   | Erik Vendt Verenigde Staten                                          | 15.02,24 | Larsen Jensen Verenigde Staten                            | 15.05,17 |
| Rugslag              |                                                                          |            |                                                                      |          |                                                           |          |
| 100 m                | Aaron Peirsol Verenigde Staten                                           | 54,22      | Randall Bal Verenigde Staten                                         | 54,45    | Tomomi Morita Japan                                       | 55,29    |
| 200 m                | Aaron Peirsol Verenigde Staten                                           | 1.56,88    | Matt Welsh Australië                                                 | 1.57,69  | Keith Beavers Canada                                      | 1.59,35  |
| Schoolslag           |                                                                          |            |                                                                      |          |                                                           |          |
| 100 m                | Kosuke Kitajima Japan                                                    | 1.00,36    | Brendan Hansen Verenigde Staten                                      | 1.00,84  | Jim Piper Australië                                       | 1.01,68  |
| 200 m                | Brendan Hansen Verenigde Staten                                          | 2.11,80    | Jim Piper Australië                                                  | 2.12,53  | Daisuke Kimura Japan                                      | 2.12,71  |
| Vlinderslag          |                                                                          |            |                                                                      |          |                                                           |          |
| 100 m                | Ian Crocker Verenigde Staten                                             | 52,45      | Geoff Huegill Australië                                              | 52,48    | Mike Mintenko Canada                                      | 52,69    |
| 200 m                | Tom Malchow Verenigde Staten                                             | 1.55,21    | Michael Phelps Verenigde Staten                                      | 1.55,41  | Takashi Yamamoto Japan                                    | 1.55,57  |
| Wisselslag           |                                                                          |            |                                                                      |          |                                                           |          |
| 200 m                | Michael Phelps Verenigde Staten                                          | 1.59,70    | Takahiro Mori Japan                                                  | 2.00,61  | Tom Wilkens Verenigde Staten                              | 2.01,17  |
| 400 m                | Michael Phelps Verenigde Staten                                          | 4.12,48    | Erik Vendt Verenigde Staten                                          | 4.13,15  | Takahiro Mori Japan                                       | 4.16,35  |
| Vrije slag estafette |                                                                          |            |                                                                      |          |                                                           |          |
| 4x100 m              | Australië Ashley Callus Todd Pearson Grant Hackett Ian Thorpe            | 3.15,15    | Verenigde Staten Anthony Ervin Scott Tucker Nate Dusing Jason Lezak  | 3.15,41  | Canada Yannick Lupien Mike Mintenko Rick Say Brent Hayden | 3.17,69  |
| 4x200 m              | Australië Grant Hackett Craig Stevens Jason Cram Ian Thorpe              | 7.09,00    | Verenigde Staten Nate Dusing Klete Keller Michael Phelps Chad Carvin | 7.11,81  | Canada Rick Say Mike Mintenko Mark Johnston Brian Johns   | 7.17,30  |
| Wisselslag estafette |                                                                          |            |                                                                      |          |                                                           |          |
| 4x100 m              | Verenigde Staten Aaron Peirsol Brendan Hansen Michael Phelps Jason Lezak | 3.33,48 WR | Australië Matt Welsh Jim Piper Geoff Huegill Ian Thorpe              | 3.34,84  | Canada Riley Janes Mike Brown Mike Mintenko Brent Hayden  | 3.38,17  |

### Vrouwen
| Onderdeel            | Goud                                                                      | Goud     | Zilver                                                                          | Zilver   | Brons                                                            | Brons    |
| -------------------- | ------------------------------------------------------------------------- | -------- | ------------------------------------------------------------------------------- | -------- | ---------------------------------------------------------------- | -------- |
| Vrije slag           |                                                                           |          |                                                                                 |          |                                                                  |          |
| 50 m                 | Jenny Thompson Verenigde Staten                                           | 25,13    | Jodie Henry Australië                                                           | 25,32    | Tammie Stone Verenigde Staten                                    | 25,42    |
| 100 m                | Natalie Coughlin Verenigde Staten                                         | 53,99    | Jodie Henry Australië                                                           | 54,55    | Jenny Thompson Verenigde Staten                                  | 54,75    |
| 200 m                | Lindsay Benko Verenigde Staten                                            | 1.58,74  | Elka Graham Australië                                                           | 1.59,72  | Giaan Rooney Australië                                           | 1.59,82  |
| 400 m                | Diana Munz Verenigde Staten                                               | 4.09,50  | Lindsay Benko Verenigde Staten                                                  | 4.10,28  | Sachiko Yamada Japan                                             | 4.10,79  |
| 800 m                | Diana Munz Verenigde Staten                                               | 8.30,45  | Sachiko Yamada Japan                                                            | 8.31,89  | Hayley Peirsol Verenigde Staten                                  | 8.32,27  |
| 1500 m               | Diana Munz Verenigde Staten                                               | 16.07,86 | Sachiko Yamada Japan                                                            | 16.16,28 | Morgan Hentzen Verenigde Staten                                  | 16.29,25 |
| Rugslag              |                                                                           |          |                                                                                 |          |                                                                  |          |
| 100 m                | Natalie Coughlin Verenigde Staten                                         | 59,72    | Dyana Calub Australië                                                           | 1.01,49  | Haley Cope Verenigde Staten                                      | 1.01,74  |
| 200 m                | Margaret Hoelzer Verenigde Staten                                         | 2.11,00  | Aya Terakawa Japan                                                              | 2.12,28  | Jennifer Fratesi Canada                                          | 2.12,71  |
| Schoolslag           |                                                                           |          |                                                                                 |          |                                                                  |          |
| 100 m                | Amanda Beard Verenigde Staten                                             | 1.08,22  | Tara Kirk Verenigde Staten                                                      | 1.08,66  | Luo Xuejuan China                                                | 1.08,70  |
| 200 m                | Amanda Beard Verenigde Staten                                             | 2.26,31  | Leisel Jones Australië                                                          | 2.26,42  | Kristy Kowal Verenigde Staten                                    | 2.27,59  |
| Vlinderslag          |                                                                           |          |                                                                                 |          |                                                                  |          |
| 100 m                | Natalie Coughlin Verenigde Staten                                         | 57,88    | Petria Thomas Australië                                                         | 58,11    | Jenny Thompson Verenigde Staten                                  | 58,64    |
| 200 m                | Petria Thomas Australië                                                   | 2.08,31  | Mary Descenza Verenigde Staten                                                  | 2.09,56  | Emily Mason Verenigde Staten                                     | 2.10,59  |
| Wisselslag           |                                                                           |          |                                                                                 |          |                                                                  |          |
| 200 m                | Tomoko Hagiwara Japan                                                     | 2.13,42  | Gabrielle Rose Verenigde Staten                                                 | 2.13,93  | Maggie Bowen Verenigde Staten                                    | 2.14,28  |
| 400 m                | Jennifer Reilly Australië                                                 | 4.40,84  | Maggie Bowen Verenigde Staten                                                   | 4.44,39  | Maiko Fujino Japan                                               | 4.45,79  |
| Vrije slag estafette |                                                                           |          |                                                                                 |          |                                                                  |          |
| 4x100 m              | Australië Jodie Henry Alice Mills Petria Thomas Sarah Ryan                | 3.39,78  | Verenigde Staten Lindsay Benko Natalie Coughlin Rhiannon Jeffrey Jenny Thompson | 3.40,23  | Japan Tomoko Hagiwara Tomoko Nagai Norie Urabe Kaori Yamada      | 3.42,23  |
| 4x200 m              | Verenigde Staten Natalie Coughlin Elizabeth Hill Diana Munz Lindsay Benko | 7.56,96  | Australië Petria Thomas Elka Graham Giaan Rooney Alice Mills                    | 7.59,25  | Japan Tomoko Nagai Sachiko Yamada Norie Urabe Maki Mita          | 8.04,01  |
| Wisselslag estafette |                                                                           |          |                                                                                 |          |                                                                  |          |
| 4x100 m              | Australië Dyana Calub Leisel Jones Petria Thomas Jodie Henry              | 4.00,50  | Verenigde Staten Natalie Coughlin Amanda Beard Jenny Thompson Lindsay Benko     | 4.01,15  | Canada Erin Gammel Rhiannon Leier Jennifer Button Laura Nicholls | 4.05,69  |

## Medaillespiegel
| Plaats | Land             | Goud | Zilver | Brons | Totaal |
| 1      | Verenigde Staten | 21   | 16     | 15    | 52     |
| 2      | Australië        | 11   | 14     | 3     | 28     |
| 3      | Japan            | 2    | 4      | 8     | 14     |
| 4      | Canada           | 0    | 0      | 7     | 7      |
| 5      | China            | 0    | 0      | 1     | 1      |
| Totaal | Totaal           | 34   | 34     | 34    | 102    |

Tokio 1985 · 
Brisbane 1987 · 
Tokio 1989 · 
Edmonton 1991 · 
Kobe 1993 · 
Atlanta 1995 · 
Fukuoka 1997 · 
Sydney 1999 · 
Yokohama 2002 · 
Victoria 2006 ·
Irvine 2010 ·
Gold Coast 2014 ·
Tokio 2018